# Kirchenburg Neukirchen beim Heiligen Blut

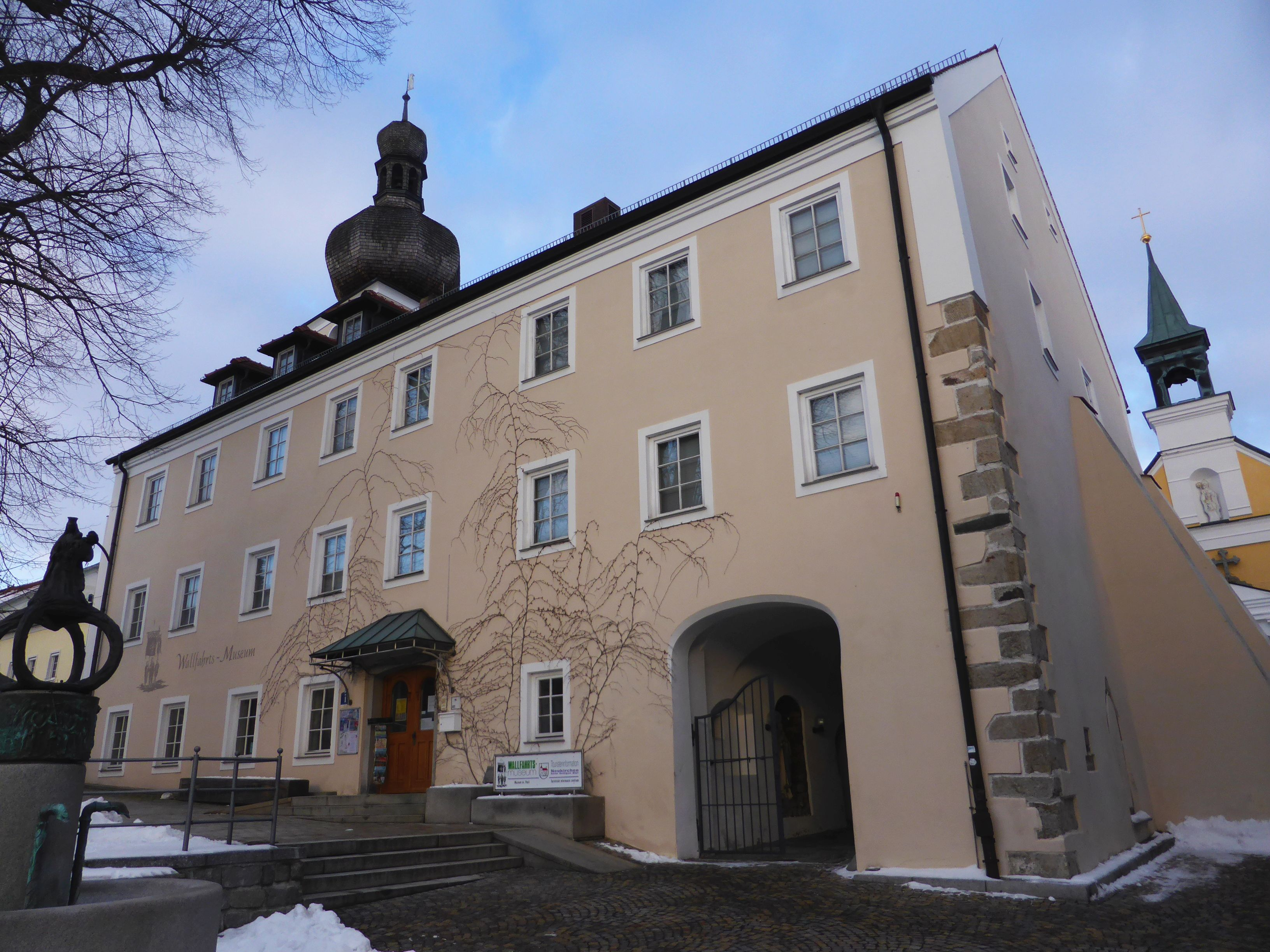
Pflegschloss von Neukirchen beim Heiligen Blut, heute Wallfahrtsmuseum

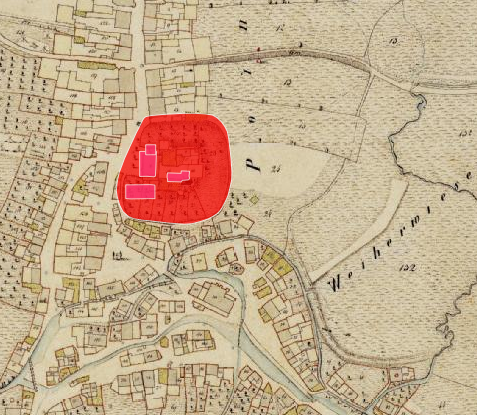
Lageplan der Kirchenburg Neukirchen beim Heiligen Blut auf dem Urkataster von Bayern

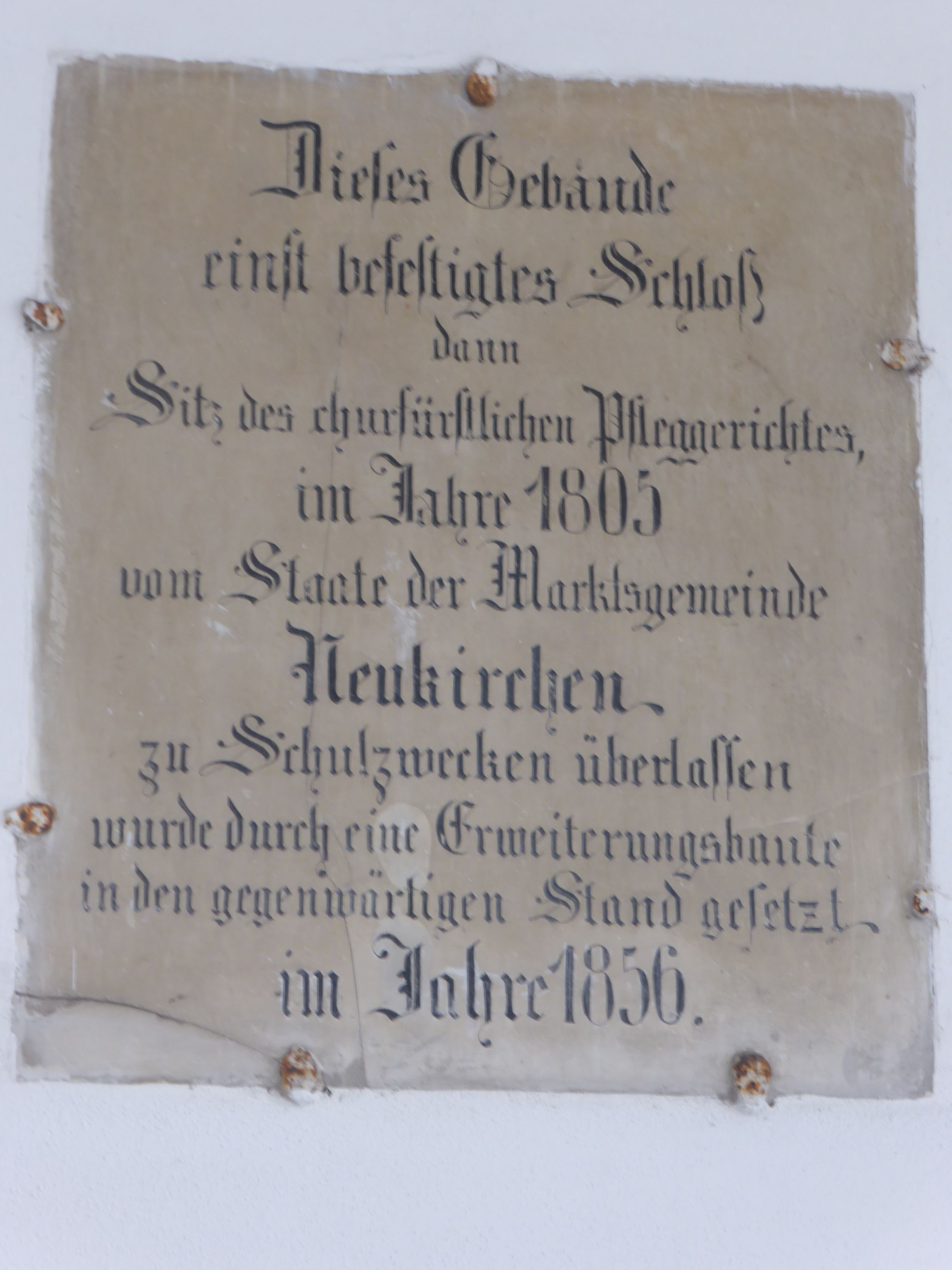
Gedenktafel am ehemaligen Pflegschloss

Die Kirchenburg Neukirchen beim Heiligen Blut befindet sich im Oberpfälzer Markt Neukirchen beim Heiligen Blut im Landkreis Cham in Bayern (Marktplatz 10). Die ehemalige Kirchenburg liegt an der Ostseite des zentralen Marktplatzes. Das heutige Pflegschloss an dieser Stelle ist unter der Aktennummer D-3-72-144-9 als Baudenkmal verzeichnet. „Archäologische Befunde des Mittelalters und der frühen Neuzeit im Bereich der ehem. Kirchenburg und des Pflegschlosses in Neukirchen b. Hl. Blut“ werden als Bodendenkmal unter der Aktennummer D-3-6743-0113 geführt.

## Geschichte
Der Ortsname Neukirchen entstand im 13. Jahrhundert, als die Dörfer Walching und Brünst durch eine zwischen ihnen gegründete Ansiedlung mit einer neuen Kirche zu einem Ort zusammengefasst wurden. Neukirchen gehörte zum Gericht Eschlkam und wird im Urbar des wittelsbachischen Viztumamtes Straubing erstmals 1301 genannt.
Nach baugeschichtlichen Untersuchungen stammt der erste hier vorhandene Turm (ein sog. Wartturm) aus dem 12. Jahrhundert. Vermutlich war dieser noch nicht Bestandteil des späteren Kirchenbaus, obwohl seine Fundamente im Bereich des Chors der Kirche anzusiedeln sind. In einer nachfolgenden Bauphase wurde der Turm aufgegeben und in den Chor der Kirche einbezogen. Nach Westen wurde in der ersten Hälfte des 13. Jahrhunderts ein schmales Kirchenschiff angebaut. Zu diesem Kirchenbau gehörte der durch eine Baufuge getrennte Kirchturm, der aber auch profan genutzt worden ist. Vermutlich diente dieser zusammen mit einem tiefer gelegenen Anbau (wydem … hind der Kirchen) zugleich als Wohnturm für den Pfleger. Dieser Bau war Teil eines um 1500 angelegten ausgedehnten Friedhofs.
Die nächste Bauphase bestand in der Errichtung einer Umfassungsmauer mit einem Torturm, die heute noch weitgehend erhalten sind. Der Torturm ist durch einen Strebepfeiler verstärkt. Das Fundament des zweischaligen Bruchsteinmauerwerks weist Opus spicatum auf und war 1 – 1,8 m dick und 3 m hoch. Diese Befestigung wurde spätestens um 1300 errichtet. Durch die Mauer war der Friedhof nicht mehr erweiterungsfähig und dies führte zur Errichtung eines zweigeschossigen Karners, die Kapelle St. Johannes der Täufer.
Als Nächstes wurde ein Wehrgang errichtet, was eine Erhöhung der Umfassungsmauer bedingte. Dessen Niveau lag 4,5 m über dem Hof und die Mauer erreichte eine Gesamthöhe von 7 m. In dieser Zeit wurde auch der Torturm erhöht. Die Wehranlage in dem dritten Drittel des 14. Jahrhunderts wurde durch den Bau des 9,4 m hohen Büchsenmeisterturms an der Nordwestecke verstärkt. Nach einem Bild von 1514 besaß dieser einen Zinnenkranz, zwei Durchgänge zu dem Wehrgang und einen ebenerdigen Eingang auf der Südseite. In diese Zeit (1351) fällt die Verpfändung des Gerichtes Eschlkam und somit auch von Neukirchen an die pfälzischen Wittelsbacher und 1361 durch die teilweise Wiedereinlösung an Albrecht I. von Niederbayern-Straubing-Holland bzw. 1429 an Oberbayern. 1377 erhielt Neukirchen durch Herzog Albrecht I. Marktrechte und ab 1397 wird hier explizit ein Pfleger genannt.
Zwischen dem Tor- und dem Büchsenmeisterturm wurde um 1379 hinter der westlichen Ringmauer das Pflegschloss errichtet. Dieser zweigeschossige Bau war im Erdgeschoss in drei etwa gleich große und z. T. gewölbte Räume unterteilt. Er besaß ein steiles Satteldach und an der Nordseite einen Abtritt. Das Obergeschoss war nur über eine Außentreppe zu erreichen. Erst 1690 wurde ein Treppenhaus im Inneren errichtet.
Im Zuge der Hussitenkriege werden der Ort Neukirchen 1422 und die Wehrburg 1433/34 zerstört. Der Wiederaufbau zögerte sich lange hin, dann wurde aber ein vorgelagertes Torhaus (um 1480) und zwei Türme an der östlichen Ringmauer errichtet, der Graben vertieft und eine Palisade herum gezogen. An der Nordostecke wurde der Harnisch-, Pulver- oder Zeugturm errichtet. Insgesamt erreichte dieser eine Höhe von etwa 12 m (über dem gewölbten Erdgeschoss befanden sich zwei weitere Geschosse und darüber eine verbreiterte Holzkonstruktion). Auch ein 24 m tiefer Brunnen aus dieser Zeit wird genannt.
Nach den Hussitenkriegen kam Neukirchen 1451 an den böhmischen Adeligen Přibik von Klenau. Nach seinem Tod († 1465) verkaufte Herzog Sigmund von Bayern-München die Herrschaft an seinen Erbhofmeister Hans von Degenberg. Da dieser eine führende Rolle im Böcklerkrieg spielte, wurden dessen Güter 1468/69 eingezogen und in Neukirchen wieder ein Pflegamt eingerichtet. Erster Pfleger war 1472 Erasmus Winkler von Liebenstein.
Ab 1534 fand ein weiterer Ausbau der Anlage statt, die zu einer stark umbauten Kirchenburg im 16. Jahrhundert führte. 1614 stürzte aber der Kirchturm ein und auch die St. Nikolauskirche musste abgebrochen werden. Aus der Kirchenburg war nun das Churfürstliche Pflegschloß und Mautamt geworden. Dieses wurde im Dreißigjährigen Krieg 1634 von den schwedischen Truppen niedergebrannt. Als Spätfolge des Brandes stürzte 1644 auch noch der Torturm ein.

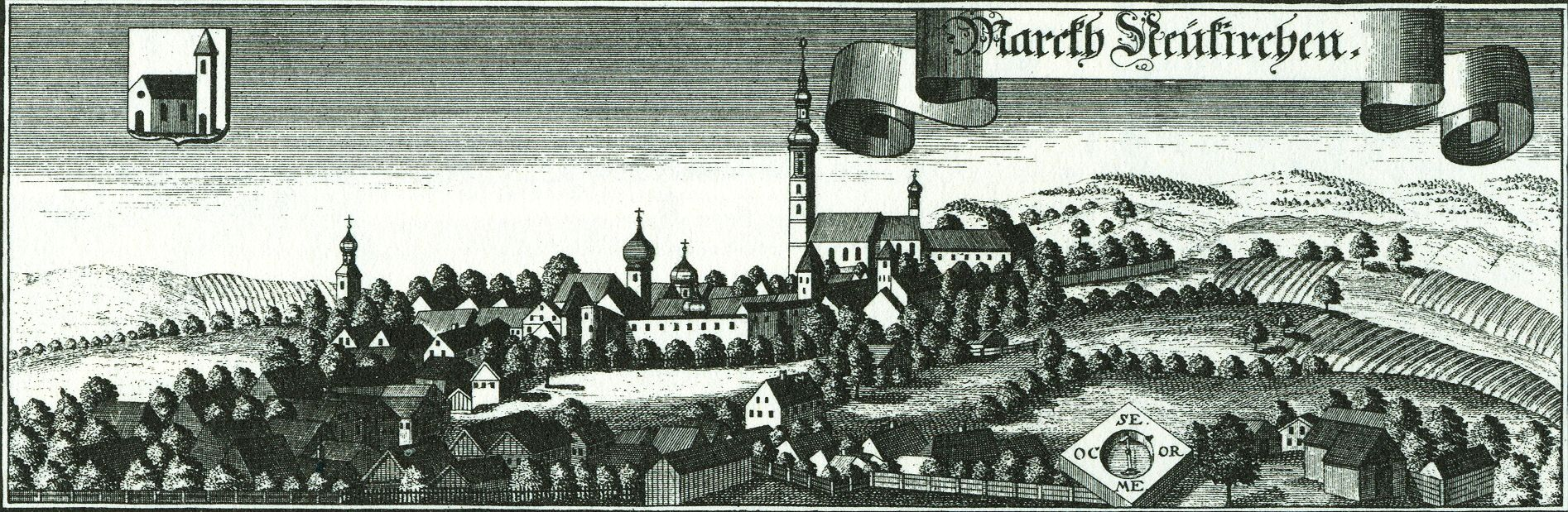
Markt Neukirchen beim Heiligen Blut nach einem Stich von Michael Wening von 1721

In der zweiten Hälfte des 17. Jahrhunderts erfolgten eine teilweise Reparatur und einige Umbauten. Zwischen 1695 und 1720 kam es dann zur Errichtung eines zweigeschossigen Erweiterungsbaues westlich des Schlosses, was auch die Verfüllung des Grabens zur Folge hatte. Damit war das Ende des früheren Wehrbaus erreicht. Nach Aufhebung des Pflegamtes Neukirchen 1774 begann der Verfall der Anlage. Seit 1803 diente der Bau der Gemeinde als Schule. Im zweiten Drittel des 19. Jahrhunderts erfolgte der weitgehende Abbruch der Befestigungen, 1864 folgten das Pfleghaus und 1884 die sog. Gesellenstube. Hingegen war das Schloss 1856 aufgestockt worden.
Zwischen 1906 und 1984 war hier das Schwesternheim (St. Nikolausheim) des karitativen St. Nikolausverein untergebracht; seit 1992 ist in den Räumen des ehemaligen Pflegschlosses das Wallfahrtsmuseum von Neukirchen beheimatet. Der gesamte Hof- und frühere Friedhofsbereich wird für Veranstaltungen des Museums und der Gemeinde genutzt.

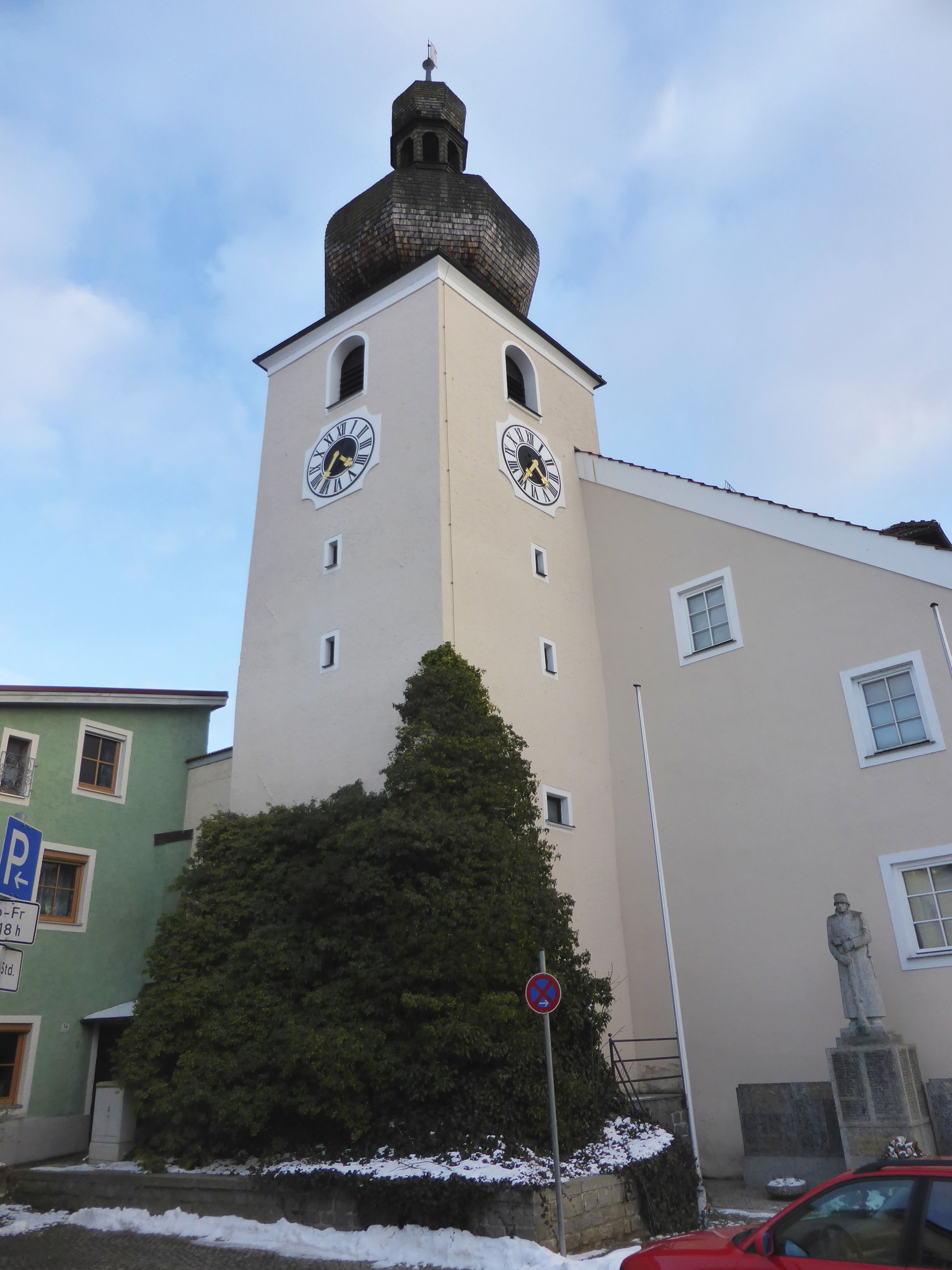
Marktturm Neukirchen beim Heiligen Blut

## Kirchenburg Neukirchen beim Heiligen Blut heute
Das ehemalige Pflegschloss ist ein zwischen 1989 und 1993 renovierter dreigeschossiger und traufständiger Satteldachbau mit einer korbbogigen Durchfahrt. Im Südteil sind noch Reste des Torhauses von 1480 (1695/96 erneuert) zu sehen. Nach 1803 wurde das Gebäude als Schule genutzt, wegen des gewachsenen Raumbedarfs wurde 1856 das Gebäude erhöht. Reste des Fundaments der ehemaligen Pfarrkirche St. Nikolaus und Teile der Ringmauern aus Bruchstein aus dem 12. bis 14. Jahrhundert sind noch erhalten. Im Bereich des Pflegschlosses ist die ehemalige Wallanlage im Osten und Süden noch zu erkennen. Im Torhaus ist die Eckquaderung aus groben Steinen gefertigt, eine Senkmaulscharte und eine (vermauerte) Nebenpforte zu erkennen. Die Schlitzöffnungen des Turms sind keine Schießscharten, sondern Lichtschlitze.
Der Marktturm (früher Büchsenmeisterturm) mit seiner im 18. Jahrhundert aufgesetzten Zwiebelhaube entstand bereits um 1370. Im 17. Jahrhundert erhielt er einen Kuppelaufbau und die Glocken des 1614 eingestürzten Kirchturms wurden dort untergebracht.